# Nerio I Acciaioli
Nerio I Acciaioli (fallecido el 25 de septiembre de 1394) fue un aristócrata italiano de Florencia que ascendió al poder en la Grecia franca durante las últimas décadas del siglo XIV, y llegando a convertirse en duque de Atenas.
Nerio era el hijo de Jacopo Acciaioli y Bartolommea Ricasoli, y el hermano menor de Donato y hermano mayor de Giovanni. Cuando su pariente Niccolò Acciaioli, gran senescal de Nápoles, que era dueño de tierras y castillos en Acaya y Corinto y había hecho a Donato su vicario en Grecia, murió (1371), su hijo y sucesor, Angelo Acciaioli, reemplazó a Donato con Nerio en Grecia. Participó en el Consejo de los cruzados de Tebas en octubre de 1373, pero toda su planificación no llegó a nada. En 1374, cuando murió el vicario general catalán de Atenas, Mateo de Peralta, Nerio atacó Megara y la tomó. Esta fue la primera acción de su larga carrera de conquista y expansión. Posteriormente a la captura de Megara, Nerio participó en una guerra casi constante con los catalanes que gobernaban en Atenas.
En 1378, Nerio fue reclutado junto con la Compañía navarra por el Gran Maestre de los Hospitalarios Juan Fernández de Heredia para su guerra con Arta en el Despotado de Epiro. Nerio, a su vez, reclutó al navarro Juan de Urtubia, que tenía el resto de la compañía con cerca de un centenar de soldados y cruzó el golfo de Corinto. En 1379, Juan de Urtubia capturó Tebas.
El 7 de julio de 1385, Nerio asumió el título dominus Choranti et Ducaminis: "señor de Corinto y del Ducado de Atenas." En el invierno de ese año, combatió exitosamente contra los otomanos. En 1386, había anexado la ciudad baja de Atenas. Adquirió la Acrópolis por conquista el 2 de mayo de 1388, a pesar de que una plaga lo obligó a regresar con su familia a Tebas poco después.
El 29 de diciembre de 1391, Nerio firmó un tratado con Amadeo, príncipe de Acaya, contra los navarros. Nerio fue hecho duque de Atenas por Ladislao I de Nápoles el 11 de enero de 1394. Ocupó este título durante nueve meses antes de su muerte.